# سوميتومو ميتسوي تراست القابضة
شركة سوميتومو ميتسوي تراست القابضة. (三井住友トラスト・ホールディングス株式会社 Mitsui Sumitomo Torasuto Hōrudingusu Kabushiki Gaisha), شركة تشو ميتسوي تراست القابضة.(سابقًا)، هي شركة مالية يابانية قابضة يقع مقرها الرئيسي في تشيودا، طوكيو. توفر مجموعة متنوعة من المنتجات المالية لعملاء التجزئة والجملة، مع التركيز على إدارة الأصول والوساطة المالية والخدمات العقارية..
شركتها التشغيلية الرئيسية هي سوميتومو ميتسوي تراست المحدودة (三井住友信託銀行株式会社 Mitsui Sumitomo Shintaku Ginkō Kabushiki Gaisha) ، وهي أكبر شركة استئمانية وخامس أكبر بنك في اليابان قياساً بالأصول التابعة لها.
ليس لدى الشركة علاقة رأسمالية مع مجموعة سوميتومو ميتسوي المالية ؛ تم تسمية المجموعتين المصرفيتين بشكل مشابه لأن كلاهما ينحدر من تكتلات سوميتومو وميتسوي التاريخية.
هناك فقط علاقة سيطرة ضعيفة بين شركة سوميتومو ميتسوي تراست القابضة ومجموعة سوميتومو ميتسوي المالية . في الواقع، تسيطر شركة إس إم تراست القابضة على حوالي 66% من بنك الخدمات الائتمانية الياباني . اعتبارًا من 31 مارس 2017، أفاد موقع إس إم تراست جروب المالية على الويب أن بنك خدمات الأمناء الياباني يمتلك 5.50% من مجموعة ميتسوي سوميتومو المصرفية ، ولكن أيضًا 1.52% من موقع الثقة ن. 1 ( باليابانية:信託口1)، 1.50% من موقع الثقة ن. 2 (باليابانية:信託口2)، 2.05% من الموقع ن. 5 (باليابانية:信託口5)، 1.36% من موقع الثقة ن. 7 (باليابانية:信託口7)، و1.85% من موقع الثقة ن. 9 (باليابانية:信託口9) كذلك. 